# Alla Musa

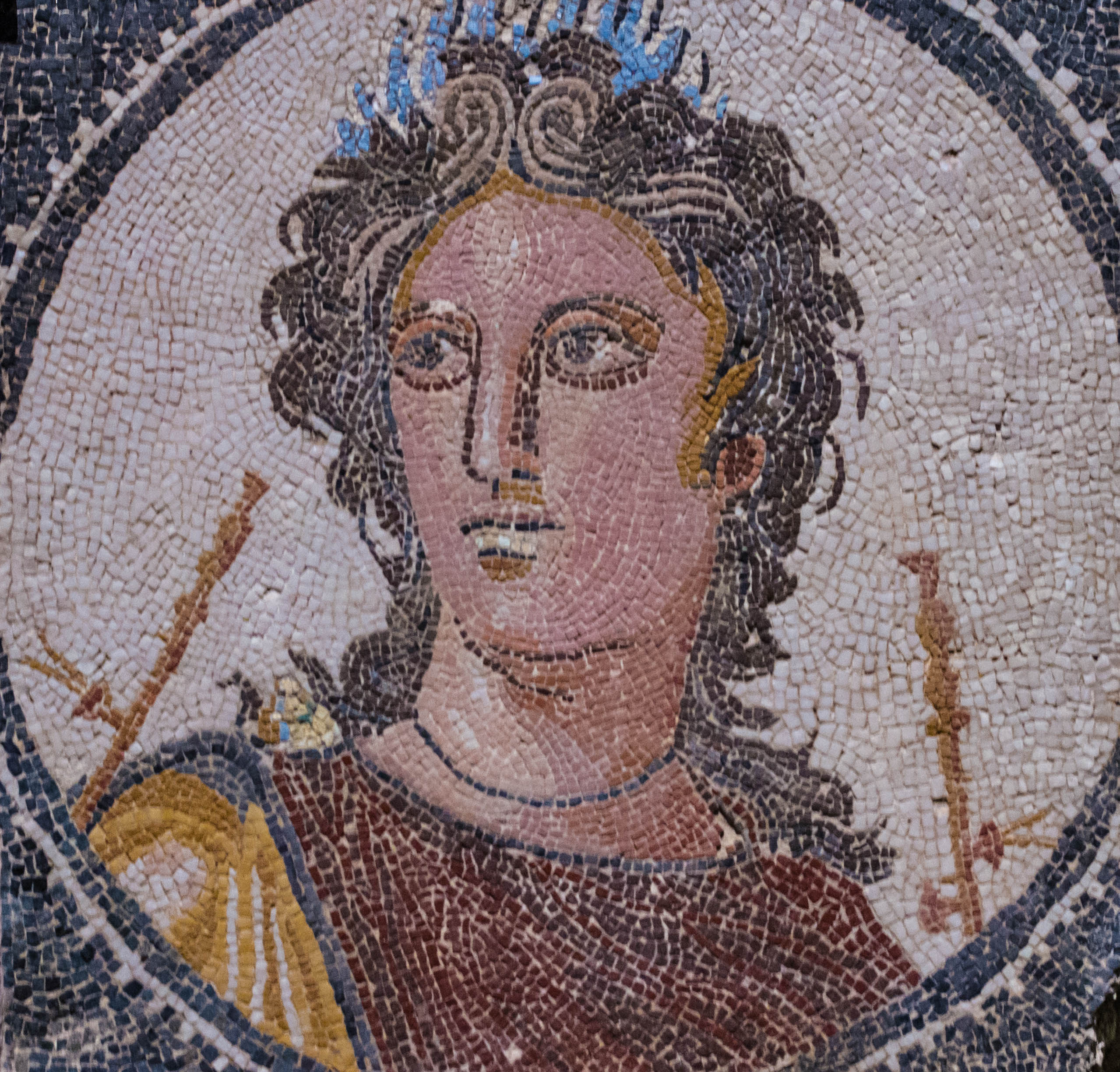
Mosaico di Euterpe, musa dedicataria del sonetto

Alla Musa è un componimento poetico scritto da Ugo Foscolo tra il 1802 e il 1803. La struttura tematica è incentrata sulla contrapposizione fra un passato, quello della gioventù del poeta, fecondo di poesie, e un presente nella maturità in cui l'ispirazione è quasi inaridita. Foscolo vi esprime il proprio dolore per una vita piegata dal tormento che neppure la poesia può mitigare.
Si possono facilmente riconoscere varie analogie tra questo e gli altri sonetti di Foscolo. L'uso dell'interlocutore diretto è comune anche a A Zacinto, In morte del fratello Giovanni, Alla sera: infatti si rivolge rispettivamente al luogo di nascita, al fratello deceduto e alla sera. Comune è anche la ripresa di elementi classici: la Musa, i Numi, Venere e Ulisse.

## Testo
Pur tu copia versavi alma di canto

su le mie labbra un tempo, Aonia Diva,

quando de' miei fiorenti anni fuggiva

la stagion prima, e dietro erale intanto

questa, che meco per la via del pianto

scende di Lete ver la muta riva:

non udito or t'invoco; ohimè! soltanto

una favilla del tuo spirto è viva.

E tu fuggisti in compagnia dell'ore,

o Dea! tu pur mi lasci alle pensose

membranze, e del futuro al timor cieco.

Però mi accorgo, e mel ridice amore,

che mal ponno sfogar rade, operose

rime il dolor che deve albergar meco.

## Comprensione complessiva e analisi

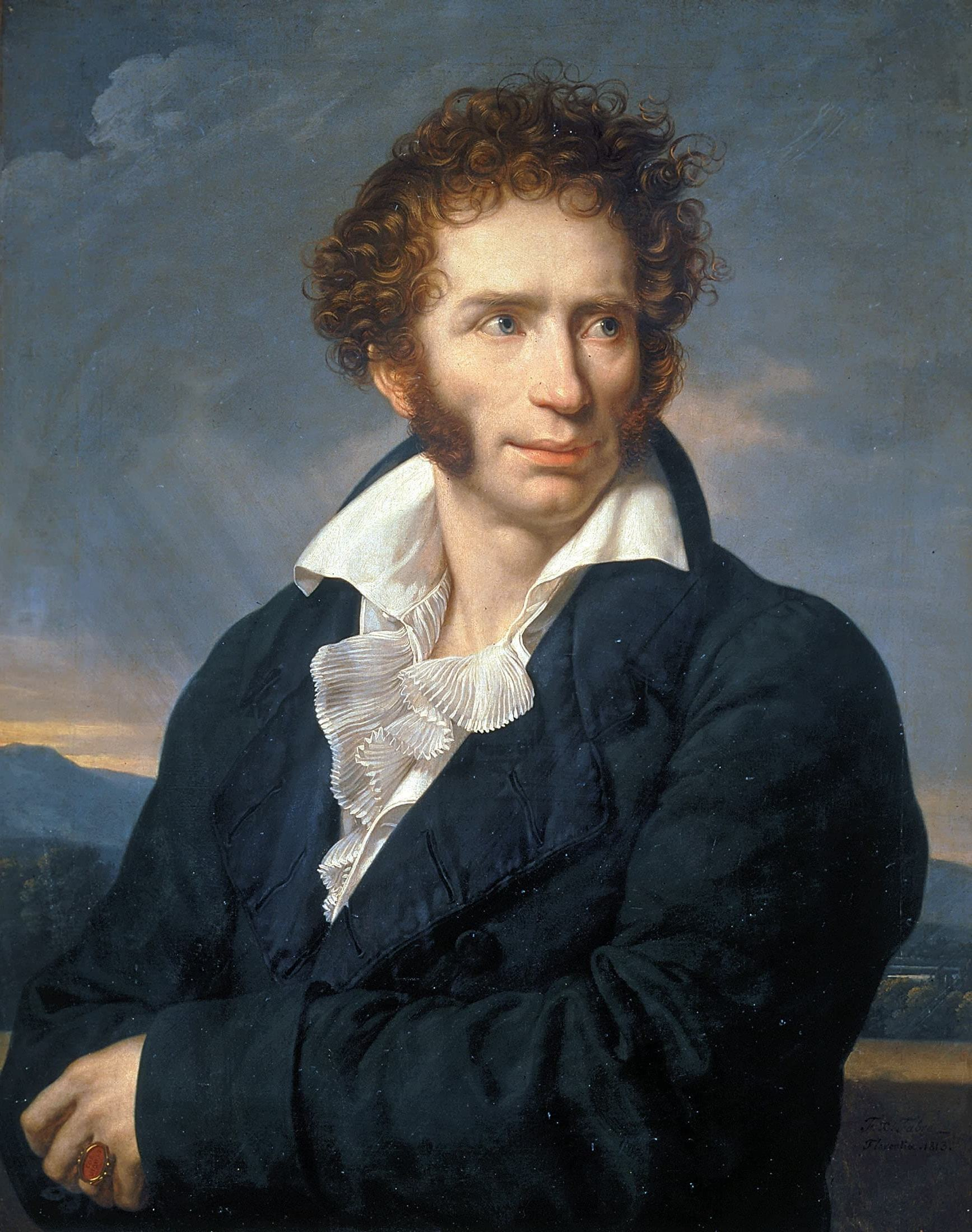
Ritratto di Ugo Foscolo

Ugo Foscolo compose tra il 1802 e il 1803 quattro sonetti, in aggiunta ai precedenti, considerati i suoi migliori e forse i più belli della letteratura italiana. Tra questi vi è “Alla Musa”, in cui lo scrittore, che sempre e soltanto dalla poesia ha tratto conforto alle sue pene, avverte che la Musa lo abbandona, poiché sente che le poche rime faticosamente costruite non valgono a lenirgli il male che prova il suo cuore, deluso per l'amore contrastato e per la patria tradita.
Anche in questo sonetto appaiono evidenti gli elementi neoclassici e preromantici che caratterizzano le opere foscoliane.
Il neoclassicismo è un movimento letterario ispirato alla classicità, in particolar modo nella compostezza formale, nell'armonia, nell'equilibrio e nella sobrietà dell'arte classica attraverso la sublimazione delle passioni. Nel brano si può ritrovare questa nostalgica evocazione del mondo classico nell'amara considerazione che l'autore fa 
della sua situazione attuale, nell'invocazione alla musa, nel ricordare “la stagion prima” della sua vita, quando la Musa ancora lo ispirava. A sottolineare questo aspetto vi è inoltre un forte enjambement (vv 4-5). 
Inoltre, per Foscolo, la poesia è il vertice dell'attività umana, in grado di vincere la sofferenza: in questo caso, però, egli risulta triste e nostalgico, poiché non reputa soddisfacenti i risultati del suo lavoro.
Il preromanticismo, invece, si pone come interprete della crisi del razionalismo e dell'ottimismo illuministico. Nel sonetto si possono facilmente ritrovare le caratteristiche generali di questa corrente, a partire dallo stato d'animo dell'autore, che appare triste, malinconico e frustrato in tutto il componimento; la presentazione di paesaggi desolati, come il fiume Lete (verso 6); l'esaltazione della poesia, presente in tutto il testo come motivo principale per il suo dolore; il senso di timore verso il futuro, che per noi è ignoto e talvolta pauroso (verso 11).
Il sonetto risulta, quindi, come un lamento, una preghiera disperata rivolta alla Musa che lo lascia “alle pensose membranze, e del futuro al timor cieco” (ai pensosi ricordi e ad un cieco timore del futuro).
Proprio quest'ultima frase riflette al meglio il tema centrale della poesia: il dolore e l'incognita del futuro, che affliggono e spaventano l'autore. Di rilevante importanza è l'utilizzo dell'interlocutore diretto, in quanto il sonetto non appare soltanto come componimento poetico, ma anche come una vera e propria preghiera alla Musa, alla quale si rivolge direttamente nelle due quartine e nella prima terzina. L'autore, in tal modo, cerca di coinvolgere maggiormente il lettore nella sua sofferenza.
Il sonetto è composto da due quartine, l'una incrociata (ABBA), l'altra alternata (ABAB), e da due terzine (CDE). I primi sei versi comprendono il primo periodo, che, data la sua lunghezza, sembra avere la funzione di introdurre il lettore nel dolore di Foscolo. Nei versi successivi, invece, i periodi sono decisamente più corti e, per ben due volte, punti esclamativi sottolineano maggiormente le invocazioni.
Il ritmo presente è veloce, fatta eccezione per l'ultima terzina, che racchiude la riflessione dell'autore sulla propria sofferenza.
Nel primo periodo suoni e termini sono caratteristici del Dolce Stil Novo, mentre in seguito diventano progressivamente più aspri, in particolar modo con l'utilizzo di “r” spesso accompagnate da consonanti quali “t”, “m”, “c”.